# Föllmar
Föllmar ist ein Gemeindeteil der Stadt Bad Berneck im Fichtelgebirge im Landkreis Bayreuth (Oberfranken, Bayern). Föllmar liegt in der Gemarkung Escherlich.

## Geografie
Das Dorf besteht aus vier Siedlungen, die in einer Rodungsinsel an der Brandleite, einer Erhebung des Fichtelgebirges, liegen. Im Osten grenzt der Goldkronacher Forst an. Über eine Gemeindeverbindungsstraße gelangt man nach Degmann (0,6 km südwestlich) und nach Föllmarsberg (0,6 km südwestlich).

## Geschichte
Der Ort wurde im Jahr 1410 als „zu dem Volmar“ erstmals urkundlich erwähnt. Volmar ist ein Personenname.
Gegen Ende des 18. Jahrhunderts bestand Föllmar aus 13 Anwesen (3 Salzscheibengütlein, 4 halbe Salzscheibengütlein, 4 Tropfhäuser, 2 Wohnhäuser). Das Hochgericht übte das bayreuthische Stadtvogteiamt Goldkronach aus. Die Dorf- und Gemeindeherrschaft sowie die Grundherrschaft über sämtliche Anwesen hatte das Kastenamt Gefrees.
Von 1797 bis 1810 unterstand Föllmar dem Justiz- und Kammeramt Gefrees. Infolge des Ersten Gemeindeedikts wurde Föllmar dem 1812 gebildeten Steuerdistrikt Goldkronach zugewiesen. Zugleich entstand die Ruralgemeinde Föllmar, zu der Degmann und Föllmarsberg gehörten. Sie war in Verwaltung und Gerichtsbarkeit dem Landgericht Gefrees zugeordnet und in der Finanzverwaltung dem Rentamt Gefrees. Mit dem Zweiten Gemeindeedikt (1818) wurde Föllmar Teil der Ruralgemeinde Escherlich. Im Zuge der Gebietsreform in Bayern wurde Föllmar am 1. Mai 1978 in Bad Berneck im Fichtelgebirge eingegliedert.

### Einwohnerentwicklung
| Jahr      | 001818 | 001819 | 001861 | 001871 | 001885 | 001900 | 001925 | 001950 | 001961 | 001970 | 001987 |
| Einwohner | 56     | *90    | †84    | 82     | 84     | 75     | 57     | 76     | 49     | 38     | 35     |
| Häuser    | 12     |        |        |        | 15     | 14     | 11     | 11     | 10     |        | 14     |
| Quelle    | [ 7 ]  | [ 10 ] | [ 11 ] | [ 12 ] | [ 13 ] | [ 14 ] | [ 15 ] | [ 16 ] | [ 17 ] | [ 18 ] | [ 1 ]  |

## Religion
Föllmar ist seit der Reformation evangelisch-lutherisch geprägt und bis heute nach St. Erhard (Goldkronach) gepfarrt.